# Opéra hongrois

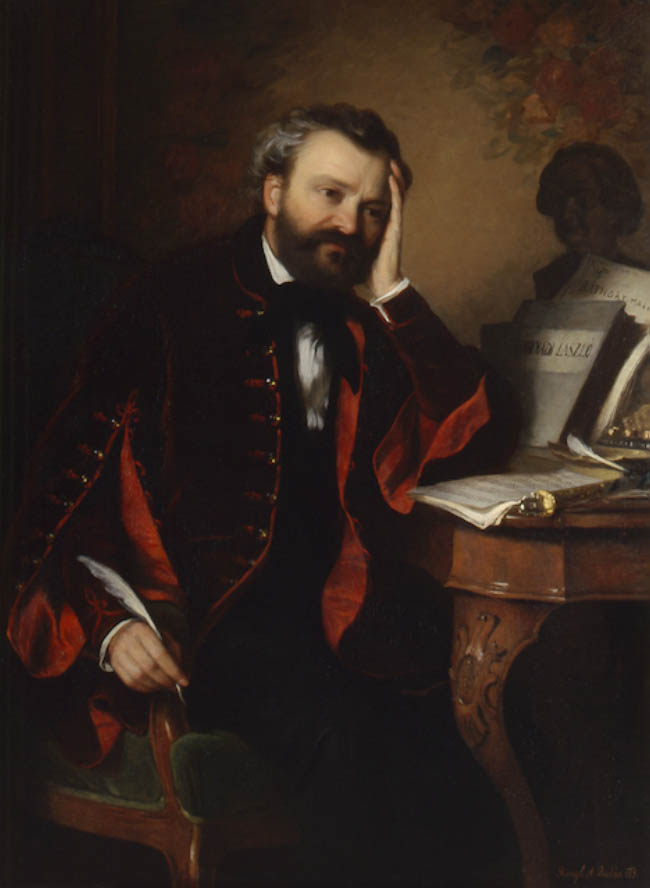
Ferenc Erkel

L'opéra hongrois est un pan de l'histoire de l'opéra européen, dont la présence remonte au XVIIIe siècle, avec l'essor d'opéras étrangers dans des villes comme Pozsony (aujourd'hui Bratislava en Slovaquie), Kismarton, Nagyszeben et Budapest, mais qui ne prend corps qu'à partir de la fin du XIXe siècle.

## Historique

### XVIIeetXVIIIesiècles: arrivée de l'opéra
Les origines de l'opéra hongrois, dont la découverte du genre par le pays est retardée par l'hégémonie des Habsbourg, remontent à la fin du XVIIIe siècle. Les opéras de l'époque qui sont joués sont d'abord italiens, hégémoniques sur toute l'Europe aux XVIIe et XVIIIe siècles, puis allemand, avec l'influence imposée par l'Empire. Un des foyers initiaux de la diffusion de l'opéra en Hongrie est un des châteaux d'Estérhazy où Joseph Haydn créé plusieurs de ses ouvrages entre 1763 et 1784 ; Nicolas II Esterházy, son patron chez qui le compositeur prend la fonction de maître de chapelle dès 1762, y fait jouer une centaine de représentations par an. Le compositeur ne se contente pas de produire des divertissements pour la cour mais s'investit pour réexplorer le genre lyrique, notamment avec les genres buffa et seria. La ville de Pozsony propose elle aussi des opéras, notamment le premier ouvrage créé sur son sol, Die Entführung aus dem Serail de Wolfgang Amadeus Mozart en 1785. Dans la ville de Buda (anciennement Budapest), le théâtre du Château est inauguré en 1787 et y représente des opéras en allemand.

### XIXesiècle: premiers ouvrages nationaux
L'opéra hongrois commence avec des drames créés dans des écoles comme l'école paulinienne de Sátoraljaújhely, l'école calviniste de Csurgó et l'école piariste de Beszterce, et à partir d'opéras allemands qui ont commencé à la fin du 18e siècle. Pozsony produit les premières expériences de théâtre musical en Hongrie, à travers le travail de Gáspár Pacha ainsi que József Chudy, avec son opéra, le singspiel Prince Pikkó et Jutka Perzsi (hu) en 1793, qui est généralement considéré comme le premier opéra hongrois. Le texte de cette pièce est traduit de Prinz Schnudi und Prinzessin Evakathel par Philipp Hafner. Le style est fortement influencé par le style de jeu comique viennois Zauberposse et le reste tout au long du XIXe siècle. Bien que ces opéras aient utilisé des styles étrangers, les parties « idylliques, lyriques et héroïques » de l'histoire sont toujours basées sur des verbunkos, qui deviennent à cette époque un symbole de la nation hongroise. Cette inspiration folklorique contribue à donner une identité à l'opéra hongrois, comme on le voit chez Jozsef Ruztiska par exemple, avec Bela Kiraly Futasa en 1822.
Ce n'est qu'au milieu du XIXe siècle que Ferenc Erkel écrit le premier opéra en langue hongroise, utilisant des modèles français et italiens, lançant ainsi l'opéra hongrois à proprement parler. Ce compositeur, considéré comme le père de l'opéra hongrois en parvenant à faire coïncider les influences étrangères et le verbunkos local pour créer des ouvrages stimulant des sentiments patriotiques chez le public. Il dirige le Théâtre national à Pest à partir de 1838, inauguré l'année précédente, dans l'objectif de concurrencer le théâtre allemand, en place depuis 1812, et l'Operahaz érigé en 1883. Lors de ses fonctions, il propose un répertoire d'opéras varié, tout en mettant en avant les ouvrages nationaux.
L'héritage de Ferenc Erkel subsiste pendant quelques décennies notamment à travers le travail du chef d'orchestre Hans Richter, qui fait découvrir les opéras de Richard Wagner jusqu'alors écarté par antigermanisme. D'autres compositeurs font carrière à l'étranger comme Franz Lehár en France ou Károly Goldmark en Autriche.

### XXesiècle
Ce sont les compositeurs Béla Bartók et Zoltán Kodály qui parviennent à hisser l'opéra hongrois au sommet de sa légitimité, dans la première moitié du XXe siècle. Avec un nombre relativement restreint d'ouvrage, tels que Le Château de Barbe-Bleue de Béla Bartók en 1918 ou Háry János de Zoltán Kodály en 1926, ils parviennent à imposer l'opéra hongrois en dehors de l'Europe centrale.
Après la Seconde Guerre mondiale, György Ligeti, Ferenc Farkas et György Kurtág arrivent à maintenir l'opéra hongrois sur la scène, avec, pour le premier, son unique opéra revisité plusieurs fois : Le Grand Macabre de 1981. L'opéra hongrois arrive cependant difficilement à évoluer dans la seconde moitié du XXe siècle, en particulier à l'étranger, bien que le réseau national offre un choix assez important de représentations et de créations. Péter Eötvös représente une nouvelle force pour celui-ci, avec la création de plus d'une dizaine d'ouvrages lyriques depuis le tournant des années 2000, notamment Trois sœurs créé en 1998.